# Eurypogon hisamatsui
Eurypogon hisamatsui är en skalbaggsart som beskrevs av Sakai 1982. Eurypogon hisamatsui ingår i släktet Eurypogon och familjen Artematopodidae. Inga underarter finns listade i Catalogue of Life.